# Эпштейн, Иегуда
Иегуда Эпштейн (1870, Слуцк, Северо-Западный край, Российская империя — 16 ноября 1945, Йоханнесбург) — австрийский живописец, художник.

## Биография

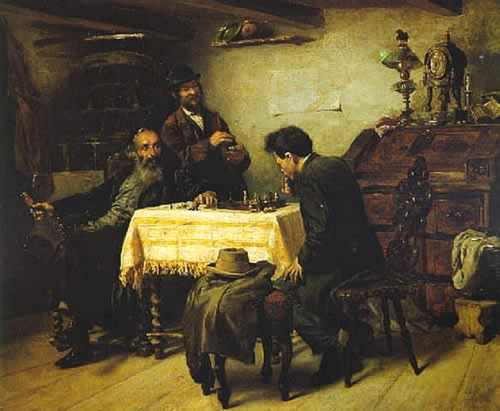
«Евреи за игрой в шахматы». 1892

Вид Йоханнесбурга. 1940

Еврейского происхождения. 17-летним юношей поступил в виленскую школы рисования, в 1888 году продолжил художественное образование в Венской академии художеств. Окончил академию в 1894 году. С тех пор практически вся его жизнь и творческая деятельность были связаны с Австрией.
В 1934 году покинул страну и отправился в ЮАР, поселился в Йоханнесбурге, где прожил десять лет и скончался в 1945 году. В 1949 году урна с прахом художника была доставлена в Вену и захоронена в еврейском квартале городского кладбища.

## Творчество
Иегуда Эпштейн проявил себя как мастер отечественного жанра. Темой произведений была преимущественно еврейская жизнь маленьких провинциальных городков Австро-Венгрии. Также работал в жанре портретной живописи, обращался к историческим библейским темам, писал пейзажи.
Первой известной работой М. Эпштейна стала картина «Евреи за игрой в шахматы». За картину «Саул и Давид» на берлинском конкурсе ему была присуждена премия Беера, которой он во второй раз удостоился через четыре года.
Результаты полуторагодовой работы в Риме М. Эпштейн представил на сборной выставке своих произведений в Künstlerhaus в Вене в 1901 году. У художника гармонично сочеталось чувство краски и формы, он в равной мере колорист и рисовальщик. Это достоинство особенно ценно в портретной живописи, где он обнаружил доподлинное мастерство. Хороши y М. Эпштейна непритязательные по композиции и в то же время столь экспрессивные пейзажи.